# Кочубеївський провулок
Кочубе́ївський прову́лок — провулок у Голосіївському районі міста Києва, місцевість Забайків'я. Пролягає від Забайківської вулиці до кінця забудови.

## Історія
Провулок виник у 1-му десятилітті XX століття під сучасною назвою на честь козацького старшини Василя Кочубея. З 1926 року мав назву провулок Уборичева. Сучасну назву було відновлено в 1944 році.